# 탠 프랜스
탠버 와심 "탠" 프랜스(혼전성 사프다르(Safdar), 영어: Tanveer Wasim "Tan" France, 1983년 4월 20일 ~ )는 영국계 미국인 패션 디자이너, 기업가, 배우이다. 그는 넷플릭스 시리즈 퀴어 아이의 패션 전문가, 웹 시리즈 드레싱 퍼니의 진행자, 넥스트 인 패션의 공동 진행자로 가장 잘 알려져 있다. 그의 회고록 내추럴 탠은 2019년 6월에 공개되었다. 파키스탄 혈통의 그는 주요 쇼에서 공개적으로 첫 번째 게이 남아시아 남성 중 한 명이며 서양 텔레비전에서 공개적으로 첫 번째 게이 무슬림 남성 중 한 명이다.